# 高松西警察署
高松西警察署（たかまつにしけいさつしょ）は、香川県警察が管轄する警察署の一つ。

## 概要
旧綾南警察署。高松市西部と綾川町を管轄する警察署で、管内人口は2010年4月1日時点で5万468人。名称には「高松」を冠しているが、高松東署と同じく署は高松市内に位置していない。管内は高松市のベッドタウンとして住宅地が増加している地域であり、その反面旧来の農村地帯も存在する地域である。また、県都高松市と県西部の丸亀市や琴平町を結ぶ国道11号、国道32号など交通上の大動脈も管轄している。
また、一部高松空港も管轄している。

## 所在地
- 香川県綾歌郡綾川町滝宮1332番地1

## 管轄区域
- 高松市
  - 旧国分寺町
- 綾歌郡
  - 綾川町

## 沿革
- 2005年（平成17年）3月22日 - 旧・丸亀市と綾歌郡綾歌町、飯山町が新設合併し、新・丸亀市となったため、管轄市町村数が、3町から1市2町となった。
- 2006年（平成18年）3月21日 - 綾歌郡綾上町と綾南町が新設合併し、綾川町となる。この結果、管轄市町村数は1市2町から1市1町となった。
- 2006年（平成18年）4月1日 - 名称を香川県綾南警察署から香川県高松西警察署に変更し、香川県坂出警察署が管轄していた高松市国分寺町を所管に、管轄区域の丸亀市綾歌町を香川県丸亀警察署の管轄区域に移管。この名称変更により「高松○警察署」は東西南北がすべて揃う。

## 組織
- 警務課
  - 警務係
  - 会計係
- 生活安全課
  - 生活安全係
  - 警察安全相談係
- 地域課
  - 地域係
- 刑事課
  - 刑事係
  - 鑑識係
- 交通課
  - 指導・規制係
  - 交通捜査係
- 警備係

## 交番・駐在所
| 節内の全座標を示した地図 - OSM |
| ------------------------------ |
| 節内の全座標を出力 - KML       |
| 表示                           |

| 名称           | 所在地                        | 座標                                   | 管轄区域                   |
| 交番           | 交番                          | 交番                                   | 交番                       |
| -------------- | ----------------------------- | -------------------------------------- | -------------------------- |
| 国分寺交番     | 高松市国分寺町新居1672番地3   | 北緯34度18分19.4秒 東経133度57分50秒   | 高松市端岡地区             |
| 駐在所         |                               |                                        |                            |
| 枌所駐在所     | 綾歌郡綾川町枌所西甲2308番地5 | 北緯34度12分19.3秒 東経133度59分23.1秒 | 綾川町枌所西、枌所東       |
| 山田駐在所     | 綾歌郡綾川町山田上甲1296番地2 | 北緯34度13分15.5秒 東経133度57分57.8秒 | 綾川町東分、山田上、山田下 |
| 羽床上駐在所   | 綾歌郡綾川町羽床上611番地9    | 北緯34度13分33.5秒 東経133度55分43.2秒 | 綾川町牛川、西分、羽床上   |
| 畑田駐在所     | 綾歌郡綾川町畑田2386番地1     | 北緯34度14分47.3秒 東経133度58分40.1秒 | 綾川町千疋、畑田           |
| 陶駐在所       | 綾歌郡綾川町陶4168番地4       | 北緯34度15分13.8秒 東経133度56分46秒   | 綾川町陶                   |
| 国分寺南駐在所 | 高松市国分寺町福家甲3103番地3 | 北緯34度17分3秒 東経133度57分41秒      | 高松市山内地区             |

## 主な未解決事件
- 高松市強盗致傷事件[2]